# Martin E. Süskind
Martin Erhard Süskind (* 12. Juli 1944 in Ambach am Starnberger See; † 12. September 2009 in Berlin) war ein deutscher Journalist und Autor.

## Leben
Süskind, Sohn des Journalisten W. E. Süskind und älterer Bruder des Schriftstellers Patrick Süskind, studierte Geschichte in München und Edinburgh. 
Bei der amerikanischen Nachrichtenagentur United Press International (UPI) begann er seine Journalistenlaufbahn. 1971 gehörte er zu den ehemaligen Mitarbeitern des deutschsprachigen Dienstes der UPI, die den Deutschen Depeschendienst (ddp) gründeten. Danach arbeitete er für die Süddeutsche Zeitung als Korrespondent in Bonn. 1975 wurde er Redenschreiber von Willy Brandt. 1979 kehrte er zur Süddeutschen Zeitung zurück und wurde später deren Büroleiter in Bonn. 1992 wurde er mit dem Theodor-Wolff-Preis ausgezeichnet. Von 1997 bis 1999 war er Chefredakteur beim Kölner Stadt-Anzeiger, in gleicher Position führte er bis 2001 die Berliner Zeitung. Seit 2001 arbeitete Martin E. Süskind als freier Autor und Journalist.
Im Jahr 2005 wirkte er mit fachlicher Beratung und als Co-Buchautor bei der Fernsehserie Kanzleramt mit.
Süskind verstarb am 12. September 2009 im Alter von 65 Jahren nach schwerer Krankheit.

## Schriften
- mit Günther Scholz: Die Bundespräsidenten. ISBN 3-421-05439-8.
- mit Christian G. Irrgang: Johannes Rau. Porträt eines Präsidenten. Propyläen, München/Berlin 2002, ISBN 3-549-07151-5.